# Karl Friedrich Brunner
Karl Friedrich Brunner (ur. 26 lipca 1900 w Pasawie, zm. 7 grudnia 1980 w Monachium) – SS-Brigadeführer oraz Generalmajor niemieckiej Policji (1942) w Salzburgu oraz Bolzano. Dowódca Einsatzkommando 4/I podlegającego organizacyjnie Einsatzgruppe I pod dowództwem Bruno Streckenbacha działających przy 14 Armii.
W czasie I wojny światowej od września 1917 służył w bawarskim 16. Pułku Piechoty z którego został zwolniony w 1919 w randze porucznika. Po studiach prawniczych na Uniwersytecie w Monachium pracował jako prawnik od 1927. W marcu 1933 Brunner wstąpił do Sturmabteilung (SA) i partii nazistowskiej. W czerwcu 1934 Wstąpił do SS. W styczniu 1945 odznaczony Krzyżem Żelaznym I klasy. Od początku 1940 do kwietnia 1944 był inspektorem policji bezpieczeństwa w Salzburgu. Brunner został aresztowany w Bolzano 13 maja 1945, kolejne trzy lata spędził w brytyjskich obozach jenieckich, został zwolniony w maju 1948 r.